# Francisco Liriano
Francisco Liriano Casillas (nacido el 26 de octubre de 1983 en San Cristóbal) es un exlanzador abridor zurdo dominicano de Grandes Ligas que es agente libre.

## Carrera

### Minnesota Twins
Liriano firmó con los Gigantes de San Francisco como agente libre internacional en el 2000. Fue cambiado junto con los lanzadores Joe Nathan y Boof Bonser, a cambio del receptor A. J. Pierzynski. A menudo comparado con su excompañero de equipo Johan Santana, Liriano fue promocionado como uno de los "super-prospectos" dentro de la organización de los Mellizos. En 2005, encabezó a todos los lanzadores de liga menor en ponches, con 204. hizo su debut en Grandes Ligas en relevo el 5 de septiembre de 2005, frente a los Rangers de Texas. Más tarde se unió a la rotación de abridores de los Mellizos y ganó su primer partido el 30 de septiembre de 2005, contra los Tigres de Detroit. Liriano comenzó la temporada 2006 en el bullpen de Minnesota, pero fue promovido a la rotación a partir de mayo, el intercambiando posición con el abridor venezolano Carlos Silva. Ganó cada una de sus primeras tres aperturas.

#### 2006
Después de un récord de 12-3 para la temporada 2006, que incluyó dos Novato del Mes y un lugar en el roster del equipo All-Star de la Liga Americana, Liriano lideró las Grandes Ligas con una efectividad de 2.19, sus estadísticas lo pusieron en la discusión para el Cy Young y Novato del Año de la Liga Americana, pero una colocación en la lista de lesionados el 11 de agosto lo dejó con muy pocas entradas para calificar como líder oficial en efectividad de la liga oficial y malogró sus posibilidades en todos los premios de 2006. El 1 de agosto de 2006, Liriano fue sacado de su prevista apertura el 2 de agosto debido a una inflamación del antebrazo después de una sesión de bullpen. Se perdió una apertura antes de reanudar el trabajo en el bullpen, pero fue colocado en la lista de lesionados después de continuar con un dolor en el brazo durante su última salida el 7 de agosto de 2006. Liriano comenzó un programa de rehabilitación el 22 de agosto, y lanzó desde el montículo por primera vez el 30 de agosto, lanzando sólo su bola rápida y su cambio. Liriano hizo una apertura de rehabilitación para Rochester Red Wings el 9 de septiembre tirando 40 lanzamientos dando cuatro ponches y una base por bolas en tres blanqueadas, entradas sin hits. Después del partido, Liriano reportó no sentir dolor en su codo y fue reactivado por los Mellizos.
El 6 de noviembre de 2006, Liriano se sometió a una cirugía Tommy John para reducir el dolor en su codo izquierdo. Liriano se perdió toda la temporada 2007.

#### 2008
El 11 de abril de 2008, Liriano fue llamado desde Triple-A en reemplazo del lesionado pitcher Kevin Slowey. Liriano hizo su debut en la temporada y su primer partido desde su cirugía Tommy John el 13 de abril, contra los Reales de Kansas City. Liriano lanzó 4.2 entradas permitiendo seis hits, cuatro carreras limpias y cinco boletos mientras se granjeaba la derrota.
El 25 de abril de 2008, Liriano fue enviado a las menores después de un duro inicio de temporada viniendo de una cirugía Tommy John. En tres aperturas, compiló un récord de 0-3 con una efectividad de 11.32.
Después de registrar una efectividad de 2.67 y terminando con récord de 10-0 en sus 11 aperturas de ligas menores, los Mellizos llamaron a Liriano desde Triple-A el 1 de agosto de 2008, en sustitución de Liván Hernández en la rotación. Hernández fue designado para asignación. En su primera apertura después de ser llamado, Liriano lanzó seis entradas sin permitir anotaciones y ponchó a cinco, granjeándose la victoria. Después, terminó con récord de 3-0 en sus primeras tres aperturas con una efectividad de 1.45 y 15 ponches en 18 entradas y dos tercios.

#### 2009
Liriano publicó un récord de 5-13 en 2009, con una efectividad combinada de 5.80. Sin embargo, este fue el primer año completo que Liriano pasó en el roster de los Mellizos desde su cirugía Tommy John. El 28 de junio contra los Cardenales de San Luis, Liriano lanzó siete sólidas entradas, permitiendo sólo dos carreras. El 12 de agosto frente a Kansas City, Liriano lanzó otras siete entradas, permitiendo sólo una carrera. A esos destellos de brillantez, se le agregaron varias carreras permitidas durante tiempos cortos en el montículo, por lo que el 2009 fue un año de altas y bajas para la carrera de Francisco Liriano.

#### 2010
Durante la temporada baja de 2009, Liriano regresó a su natal República Dominicana para jugar béisbol de invierno, jugando para los Leones del Escogido. 
Liriano se reportó a los entrenamientos de primavera más ligero de lo habitual, y los coaches de los Mellizos expresaron optimismo de que Liriano había recuperado algo de su forma de 2006. Los Mellizos consideraron utilizar a Liriano como cerrador para reemplazar al lesionado Joe Nathan, pero fue colocado en la rotación de abridores en su lugar.
Liriano tuvo un inicio rápido. En sus primeras cuatro aperturas en 2010 para los Mellizos, registró un récord de 3-0, una efectividad de 0.93 con 27 ponches. El 3 de mayo de 2010, fue seleccionado el pitcher del mes de la Liga Americana en abril. Hasta el 18 de mayo de Liriano tuvo un récord de 4-2 y una efectividad de 2.63.
Liriano tuvo problemas desde mediados de mayo hasta el receso por el Juego de Estrellas, perdiendo cinco de las siete decisiones. Pero tras el Juego de Estrellas, volvió a su forma de principio de temporada, terminado con récord de 6-0 y haciendo siete salidas de calidad en 10 apariciones. Durante la temporada, Liriano estableció marcas personales en victorias y ponches.
Terminó quinto en la Liga Americana en ponches con 201 en 2010. Terminó con récord de 14-10 en el año con una efectividad de 3.62 con 191 entradas y dos tercios lanzadas. Fue considerado candidato al Cy Young por algunos escritores, mientras que su 2.66 de FIP (estadísticas independientes de la defensa) fue el segundo en la Liga Americana sólo detrás de Cliff Lee, su 2.95 de xFIP fue el primero en la Liga Americana.
Liriano inició el Juego 1 de la Serie Divisional de la Liga Americana 2010 para los Mellizos. Se fue sin decisión, lanzando 5 entradas y dos tercios, mientras que permitió 6 hits y dio 3 boletos, ponchando a siete, y permitiendo cuatro carreras, todas limpias.  Los Mellizos perdieron el Juego  1 ante los Yanquis de Nueva York, 6 por 4, y fueron barridos tres juegos a cero en la serie, marcando el final de la temporada de Liriano. Liriano también firmó un contrato por un año después de la temporada.

#### 2011
Liriano decayó a través de sus primeras aperturas de 2011, renunciando a 24 carreras limpias en 23.2 entradas durante el mes de abril. Durante este período de cinco aperturas, sólo entró en el séptimo inning una vez. Liriano se reunió con su entrenador de pitcheo y mánager después de estas aperturas y se encontraba en peligro de perder su puesto en la rotación de abridores. Su suerte cambió de manera significativa en su próxima salida. El 3 de mayo, Liriano lanzó un no-hitter 1-0 contra los Medias Blancas de Chicago, tirando 123 lanzamientos en su primer juego completo en 94 aperturas en las mayores. Durante el no-hitter sólo dio seis boletos, un récord (a pesar de no estar registrado como tal) para un juego sin hit. Fue el primer no-hitter de la organización de los Mellizos desde que Eric Milton logró la hazaña el 11 de septiembre de 1999, contra los Angelinos de Anaheim, y el séptimo juego sin hits de la franquicia. Después del no-hitter,  Liriano hizo varias apariciones, incluyendo una excepcional apertura el 12 de junio contra los Rangers de Texas. Retiró a los primeros 19 bateadores en orden y no permitió un hit hasta la octava entrada. El desempeño de Liriano disminuyó de manera significativa en 2011. Después de una salida excepcional contra los Yanquis de Nueva York, Liriano abandonó el terreno en su próxima apertura el 25 de agosto después de lanzar apenas dos innings. Permaneció en la lista de lesionados con molestias en el hombro y no inició otro juego para el resto del año. Liriano terminó la temporada con un récord de 9-10 y una efectividad de 5.09.

### Chicago White Sox
El 28 de julio de 2012, Liriano fue transferido a los Medias Blancas de Chicago a cambio de Eduardo Escobar y Pedro Hernández. Debido a sus problemas de control, fue quitado de la rotación en septiembre. EN 12 juegos con el equipo, registró marca de 3-2 con 5.40 de efectividad.

### Pittsburgh Pirates

#### 2013
Liriano aceptó un contrato de dos años con los Piratas de Pittsburgh el 21 de diciembre de 2012. El contrato se anuló poco después cuando Liriano sufrió una lesión en su brazo derecho y falló su examen físico. Sin embargo, el 8 de febrero de 2013 llegaron a un nuevo acuerdo de dos años. Liriano comenzó la temporada 2013 en la lista de lesionados de 15 días, y debutó el 11 de mayo contra los Mets de Nueva York. Al cambiar su mecánica de pitcheo lo condujo a un renacimiento profesional en Pittsburgh. Liriano terminó la campaña 2013 con un récord de 16-8, una efectividad de 3.02 y 163 ponches. En el primer juego de postemporada de los Piratas en 21 años, Liriano permitió una carrera y cuatro hits en 7.0 entradas en la victoria de los Piratas sobre los Rojos de Cincinnati por 6-2. en el Juego de Comodín de la Liga Nacional. El 4 de noviembre de 2013, Liriano fue nombrado el Regreso del Año de la Liga Nacional por su año de recuperación.

#### 2014
En 2014, Liriano luchó mucho en la primera mitad de la temporada, registrando marac de 1-7 con una efectividad de 4.72 en 15 aperturas antes del Juego de Estrellas. Sin embargo, recuperaría su dominio de 2013 en la segunda mitad de la temporada, marcando 6-3 con una efectividad de 2.20 en 14 aperturas para finalizar la temporada. En general, Liriano registró otra temporada fuerte en 2014, con récord de 7-10 con 3.38 de efectividad y 175 ponches en 29 aperturas. El 9 de diciembre de 2014, Liriano volvió a firmar con los Piratas un contrato por 3 años y $39 millones.

#### 2015
En 2015, Liriano continuó con el éxito de sus temporadas anteriores, marcando un récord personal de 205 ponches y una marca de 12-7 con 3.38 de efectividad.

#### 2016
En 2016, Liriano luchó durante toda la temporada con el descontrol en sus lanzamientos. En 21 aperturas con los Piratas, registró marca de 6-11, efectividad de 5.46, 116 ponches y 69 bases por bolas en 113 2⁄3 entradas.

### Toronto Blue Jays
El 1 de agosto de 2016, los Piratas cambiaron a Liriano junto con Reese McGuire y Harold Ramírez a los Azulejos de Toronto por Drew Hutchison. Aunque inicialmente se creía que Liriano reemplazaría a Aaron Sánchez en la rotación, el gerente general Ross Atkins anunció el 4 de agosto que los Azulejos usarían una rotación de seis hombres. Liriano hizo su debut con los Azulejos el 5 de agosto, lanzando seis entradas contra los Reales de Kansas City y cediendo dos carreras limpias en una victoria por 4-3. Realizó ocho aperturas y dos apariciones en relevo con los Azulejos en la temporada regular, y registró un récord de 2-2, efectividad de 2.92 con 52 ponches en 49 1⁄3 entradas.
En el Juego de Comodín, Liriano entró en relevo en la décima entrada y retiró a los cinco bateadores que enfrentó. Se llevó la victoria después del jonrón de Edwin Encarnación en la undécima entrada. Durante la octava entrada en el segundo juego de la Serie Divisional, el jardinero de los Rangers de Texas Carlos Gómez conectó un sencillo en línea de 102 mph que golpeó a Liriano cerca de la parte posterior de la cabeza. Liriano fue llevado a un hospital local para ser examinado y autorizado para regresar a Toronto con sus compañeros de equipo.
El 25 de junio de 2017, Liriano obtuvo la victoria número 100 de su carrera en una victoria por 8-2 sobre los Reales de Kansas City.

### Houston Astros
El 31 de julio de 2017, Liriano fue transferido a los Astros de Houston a cambio de Norichika Aoki y Teoscar Hernández. Fue movido al cuerpo de relevistas y registró marca de 0-2 con 4.40 de efectividad en 20 apariciones. En total, Liriano registró marca de 6-7 con 5.66 de efectividad en 38 apariciones durante la temporada regular de 2017. En postemporada, formó parte del equipo de los Astros que ganó la Serie Mundial de 2017.

### Detroit Tigers
El 23 de febrero de 2018, Liriano firmó un contrato de un año con los Tigres de Detroit. Obtuvo un lugar en la rotación de abridores de los Tigres, y ganó en su debut con el equipo el 2 de abril por marcador de 6-1 sobre los Reales de Kansas City. Liriano fue colocado en la lista de incapacitados de 10 días con una distensión en el tendón de la corva, después de abrir un juego el 26 de mayo contra los Medias Blancas de Chicago. Fue activado el 23 de junio y abrió el juego contra los Indios de Cleveland. El 30 de agosto de 2018, Liriano permitió el jonrón número 300 de Giancarlo Stanton. En total realizó 26 aperturas para los Tigres en la temporada 2018, compilando un récord de 5-12, 4.58 de efectividad y 110 ponches en 133 2⁄3 entradas lanzadas.

## Trivia
- Como miembro de Rochester Red Wings, filial de Triple-A de los Mellizos de Minnesota, fue galardonado Novato del Año de la International League en 2005.
- Seleccionado por el mánager de la Liga Americana Ozzie Guillén como uno de los cinco candidatos del All-Star Final Vote 2006. Liriano terminó en segundo lugar.
- La llegada de Liriano a los Estados Unidos para los entrenamientos de primavera 2008 se retrasó debido a problemas de visado causada por un arresto por conducir ebrio antes de 2006.[28]
- Está casado con Johanna con quien tiene un hijo llamado Kevin Liriano.[29]